# Erich Jüttner
Erich Paul Jüttner (* 28. Juli 1899 in Krotoschin, Provinz Posen; † 30. Dezember 1968 in Köln) war ein deutscher Verwaltungsjurist und Landrat.

## Leben
Jüttner studierte Rechtswissenschaften an der Universität Breslau und wurde hier 1925 zum Dr. jur. promoviert. 1922 begann er sein Gerichtsreferendariat. In den nächsten Jahren war er an verschiedenen Finanzämtern in der Provinz Niederschlesien tätig. Zum 1. Februar 1931 trat er in die NSDAP ein (Mitgliedsnummer 417.699). 1932 wurde Jüttner in die NSDAP-Kreisleitung vom Kreis Namslau gewählt. 1933 wurde er zum Landrat im selbigen Kreis ernannt.
1936 wurde er mit der vertretungsweisen Verwaltung des Landratsamtes im Kreis Grottkau beauftragt. Dort war er bis 1937 tätig. Ab 1939 bis Kriegsende war er als Landrat im Kreis Herzogtum Lauenburg tätig und dort auch Leiter des Lauenburgischen Landeskommunalverbandes. Als er zum Kriegsdienst einberufen wurde, nahm Traugott von Heintze ab 1942 seine Vertretung als Landrat wahr.
1958 heiratete Jüttner in Tübingen Emilie Emma Stotz. Zuletzt wohnte er in Essen-Stadtwald. Jüttner starb 1968 im Alter von 69 Jahren in einem Kölner Krankenhaus.

## Schriften
- Die Rechtsstellung der Sammler bei öffentlichen Sammlungen (Komitee) und deren Haftung. Breslau, Rechts- und staatswiss. Diss. 1925